# Leandra subtrinervis
Leandra subtrinervis är en tvåhjärtbladig växtart som beskrevs av Célestin Alfred Cogniaux. Leandra subtrinervis ingår i släktet Leandra och familjen Melastomataceae. Inga underarter finns listade i Catalogue of Life.